# Marcello Pittella
Maurizio Marcello Claudio Pittella (Lauria, 4 giugno 1962) è un politico italiano, dal 5 luglio 2024 presidente del Consiglio regionale della Basilicata.
È stato sindaco di Lauria dal 2001 al 2005, e presidente della Regione Basilicata dal 2013 fino alle dimissioni presentate il 24 gennaio 2019 (precedute il 6 luglio 2018 dalla sospensione della carica) a causa del suo coinvolgimento in una vicenda giudiziaria.

## Biografia
Nasce a Lauria (Potenza), figlio di Domenico Pittella, senatore socialista dal 1972 al 1983, nonché fratello minore di Giovanni meglio noto come Gianni. Si laurea nel 1988 alla facoltà di medicina e chirurgia, presso l'Università degli Studi di Napoli Federico II. È padre di tre figli.

### Gli inizi in politica
Alle elezioni comunali in Basilicata del 1993 si candida al consiglio comunale del paese natìo, tra le file del Partito Socialista Italiano, venendo eletto consigliere comunale e diventando assessore alle attività produttive e allo sport nella giunta comunale del socialista Antonio Pisani; si dimette da assessore nel luglio 1995 perché eletto nel consiglio provinciale di Potenza, per la Federazione Laburista; diviene poi capogruppo dei Democratici di Sinistra (DS).
Alle comunali lucane del 1997 viene riconfermato nel consiglio comunale di Lauria con una lista civica di sinistra e successivamente, nel 1999, nel consiglio provinciale di Potenza, di cui diventa presidente, per i DS. Nel 2001 viene eletto sindaco di Lauria con il 66,57% dei voti validi, quindi si dimette per incompatibilità dalla presidenza del consiglio provinciale.
Il 31 maggio 2005, prima del termine naturale del mandato, lascia l'incarico di sindaco una volta nominato consigliere alle elezioni regionali in Basilicata del 2005 nella lista Uniti nell'Ulivo; la decadenza dalla carica di sindaco non comporterà però il commissariamento del Comune di Lauria poiché il consiglio delega le stesse funzioni al vicesindaco fino alle elezioni che si terranno un anno dopo.
Confermato alle regionali del 2010 in rappresentanza del Partito Democratico, nel 2012 viene nominato assessore con deleghe regionali alle attività produttive nella rinnovata giunta presieduta da Vito De Filippo.

### Presidente della Regione Basilicata
Dopo le dimissioni anticipate di quest'ultimo, presentate il 24 aprile 2013 a seguito delle indagini giudiziarie su diversi consiglieri e assessori accusati di peculato, Marcello Pittella, nonostante il suo coinvolgimento nella vicenda, diviene vicepresidente della Basilicata, si candida alle elezioni primarie il 22 settembre e batte il presidente della Provincia di Potenza Piero Lacorazza (PD), oltre che Nicola Benedetto (CD) e Miko Somma (Comunità lucana – Movimento No Oil), diventando così il candidato del centro-sinistra alla presidenza per le elezioni regionali del 2013; lascia quindi le cariche regionali di assessore e vicepresidente il 24 settembre 2013. Nella tornata elettorale del 17-18 novembre 2013 è eletto presidente della Regione Basilicata con 148 696 voti (59,6%).
Nel 2016 aderisce anche al Partito Radicale Transnazionale.
Dopo essere stato sospeso dal suo incarico ai sensi della Legge Severino nel luglio 2018, si è dimesso da presidente il 24 gennaio 2019, a seguito dell'inchiesta a suo carico condotta dalla Procura di Matera. 
Inizialmente deciso a ricandidarsi alle regionali del 24 marzo 2019, il 20 febbraio rinuncia per divergenze all'interno della coalizione di centro-sinistra; dopodiché si candida alla carica di consigliere della Regione Basilicata a sostegno del candidato presidente (e suo sostituto) del centro-sinistra Carlo Trerotola nella lista "Avanti Basilicata" ed è eletto col maggior numero di voti e preferenze (8.803) tra i candidati di tutte le liste della regione.

### Addio al PD e percorso con Azione
Il 20 agosto 2022 annuncia l'abbandono del PD, in polemica con la decisione del partito di non candidarlo per le elezioni politiche anticipate del 2022, e l'adesione ad Azione di Carlo Calenda, con cui si presenta alle elezioni per il Senato come capolista nel collegio plurinominale Basilicata, senza però essere eletto.
Alle elezioni regionali in Basilicata del 2024 sostiene la ricandidatura del presidente uscente Vito Bardi, candidato della coalizione di centro-destra; viene quindi confermato consigliere regionale, ottenendo circa 7.000 preferenze e risultando il secondo candidato più votato. Il 5 luglio successivo viene eletto presidente del Consiglio regionale.
In vista delle elezioni europee del 2024, viene candidato al Parlamento europeo da Azione nella circoscrizione Italia meridionale, che con circa 32.000 preferenze raccolte si piazza primo ma la lista non supera la soglia di sbarramento del 4%.

## Vicende giudiziarie

### Rimborsi illeciti (condannato)
A gennaio 2015, per i rimborsi illeciti ottenuti tra il 2009 e 2010, Pittella viene condannato dalla Corte dei conti di Potenza a «risarcire il danno prodotto alla Regione Basilicata» per l'ammontare di 6.319,84 euro.

### Rimborsopoli(condannato)
La Corte dei Conti - nell'ambito dell'inchiesta sull'utilizzo illecito dei rimborsi pubblici da parte dei consiglieri regionali lucani - ha condannato Pittella a risarcire l'Erario per una somma pari a 20.000 euro, a fronte dell'indebito percepimento di denaro pubblico. 

### Concorso in falso e abuso d'ufficio (assolto)
Il 6 luglio 2018 finisce agli arresti domiciliari, con l'accusa di concorso in falso ideologico e abuso d'ufficio, come conseguenza di un'indagine della Guardia di Finanza riguardante concorsi truccati e nomine pilotate nella sanità lucana. Viene successivamente sospeso in attesa di giudizio definitivo dalla carica di presidente di Regione per effetto della legge Severino. Il 24 settembre torna in libertà, ma il GIP dispone il divieto di dimora a Potenza, che il 30 gennaio 2019 viene revocato dal GUP a seguito delle dimissioni da presidente della Regione Basilicata presentate il 24 gennaio.
Il 23 settembre 2021 il PM Salvatore Colella avanza la richiesta 3 anni di carcere per Pittella, assieme a 17 imputati, ma il 22 dicembre dello stesso anno, quasi 3 anni dopo le dimissioni, il Tribunale di Matera assolve Pittella da tutte le accuse mosse a suo carico; sono stati invece condannati 7 dirigenti sanitari con pene fino a 5 anni.
Il 1º marzo 2024 la Corte d'appello di Potenza conferma l'assoluzione per Pittella.